# Зуївський скеледром
На північному березі Вільхівського водосховища поряд із селищем Зуївка Донецької області (Україна) розташований вихід скельних порід (піщаник) Донецького кряжу. Висота скель подекуди сягає 30 м. Завдяки своїм ландшафтно-геологічним особливостям це місце широко популярне серед любителів альпінізму та скелелазіння всього регіону і в повсякденній промові зветься «Зуївський скалодром».

## Маршрути
На початку 20 століття місцевий очевидець розповідав, що на місці Зуєвського скеледрому знаходилися гнізда сотень птахів. Категорії трас ніхто не позначав. За термін більш ніж 30 років лазіння там мало хто ставив таку мету. Варіацій маршрутів дуже багато, від найпростіших до нереальних. Є траси для початківців. Називаються «біги». І серйозніше — до «сімки». Трас багато, близько 20 маршрутів. Всюди є кріплення для верхньої страховки. З нижньої лазити навряд чи вийде, все застаріло, та й сланець не дозволяє вбивати гаки. Хоча намагатися ніхто не забороняє.
Пробитих маршрутів обмаль. І по них практично ніхто не лазить. Всі маршрути згори обладнані кілками серйозними для вивішування петель для лазіння з верхньою страховкою. Часто люди просто до фаркопів автомобілів мотузку чіпляють нагорі, оскільки там усі машини ставлять.

## Парковки
Під Скелями всі зупиняються у наметах. Місця вже давно вилизані та обладнані, місця багато. Проблем із водою немає — просто під Скалами є невелика печерка з джерелом. Єдина проблема — дрова. За 30 років лазіння там усі дрова та все, що може горіти, спалили. Хоча там дуже зелено та тіністо, дерева не чіпають — усе це територія регіонального ландшафтного парку «Зуєвський».